# Collix elongata
Collix elongata är en fjärilsart som beskrevs av W. Warren 1902. Collix elongata ingår i släktet Collix och familjen mätare. Inga underarter finns listade i Catalogue of Life.